# Agathia gaudens
Agathia gaudens là một loài bướm đêm trong họ Geometridae.